# Max Fabiani
Maximilian Fabiani, meglio conosciuto come Max Fabiani (San Daniele del Carso, 29 aprile 1865 – Gorizia, 18 agosto 1962), è stato un architetto e urbanista italiano.

## Biografia

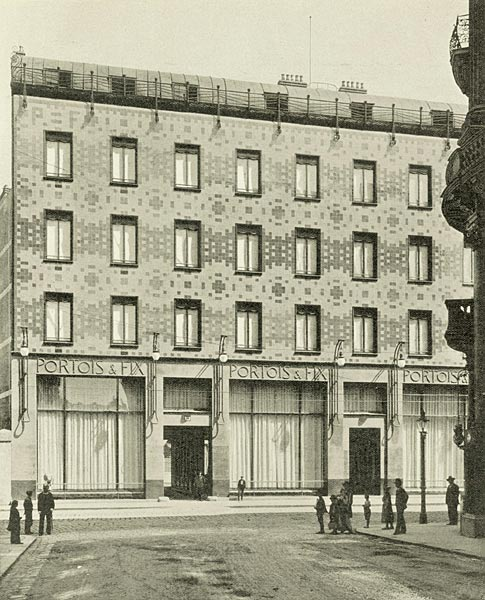
Magazzini Portois & Fix a Vienna, progettato da Fabiani, 1899-1900.

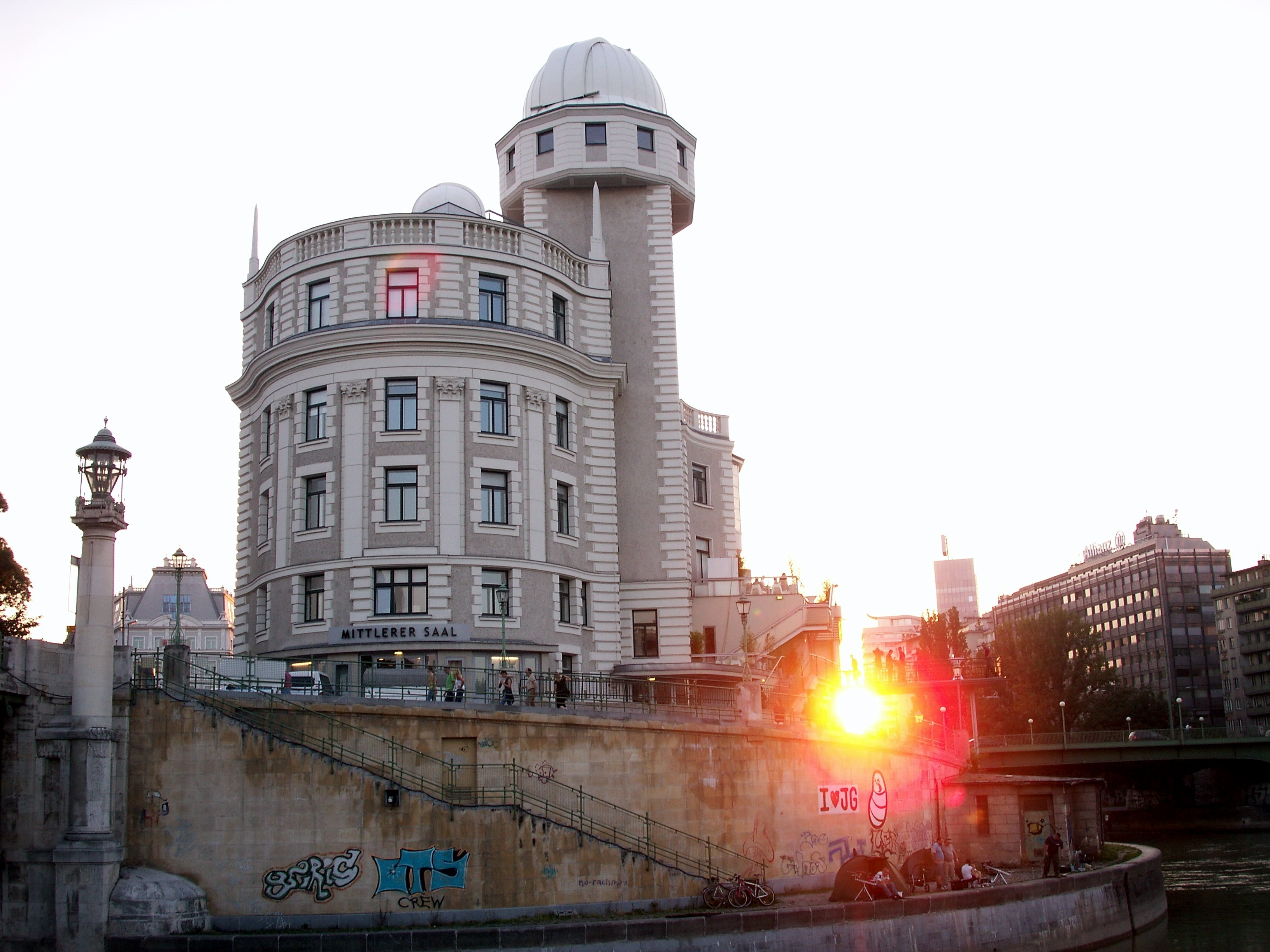
Palazzo Urania di Vienna, progettato da Fabiani, 1909/1910.

Dodicesimo di quattordici figli nacque a Cobidil, piccola località nei pressi di San Daniele del Carso, oggi in Slovenia, figlio di Antonio Fabiani, latifondista di Paularo, di ascendenza bergamasca e da Charlotte von Kofler, aristocratica triestina di origini tirolesi. Fu educato in un ambiente perfettamente trilingue: oltre all'italiano, usato in famiglia, apprese e padroneggiò perfettamente anche lo sloveno e il tedesco, lingue d'uso prevalente nel suo ambito sociale e negli studi.
Dopo aver frequentato le scuole elementari a San Daniele del Carso, dove dimostrò grande interesse per la matematica, frequentò il liceo presso la Realschule di Lubiana.
Continuò poi gli studi presso la Bauschule e il politecnico Technische Hochschule di Vienna, dove studiò architettura tra il 1883 e il 1884. Dopo la laurea (1892), ottenne una borsa di studio che gli diede la possibilità di visitare l'Asia Minore e quasi l'intera Europa tra il 1892 e il 1894.
Tornato in Austria, collaborò presso lo studio di Otto Wagner. Progettò alcune opere importanti a Vienna (come l'Urania e casa Artaria, con le due statue di Alfonso Canciani) e a Trieste (il Narodni dom). Dopo il terremoto di Lubiana del 1895, Fabiani progettò alcune delle più importanti opere nella ricostruzione della città (Casa Krisper, Casa Kleinmaier); fu anche autore del piano regolatore che sancì i tratti più significativi dello sviluppo urbanistico di Lubiana fino al primo dopoguerra.
Dopo la prima guerra mondiale si trasferì a Gorizia, dove collaborò, con la stesura del piano generale del 1921, alla ricostruzione della città gravemente danneggiata dalla guerra; il conferimento di questo incarico fu inizialmente molto travagliato in quanto il ruolo chiave per grosse commesse era molto ambito e furono sparse voci su una sua vicinanza sloveno austriacante, voci che furono dallo stesso Fabiani smentite.
Negli anni trenta e quaranta si trasferì nel villaggio natale di San Daniele del Carso di cui divenne podestà e si adoperò alla ristrutturazione delle fortificazioni del borgo oltre a continuare la sua attività d'architetto impegnato a disegnare opere monumentali durante il fascismo.
Nel 1952 venne proposto dall'allora Presidente del Consiglio dei ministri della Repubblica Italiana Alcide de Gasperi alla carica di Senatore a vita al Presidente della Repubblica Luigi Einaudi, ma Fabiani declinò l'offerta pur dichiarandosene "immensamente grato", a causa della sua età avanzata.
Morì a Gorizia nel 1962 all'età di 97 anni.
La proposta del comune di San Daniele del Carso, suo paese natale, di nominarlo cittadino onorario postumo suscitò varie polemiche, dividendo l'opinione pubblica tra coloro che riconoscevano l'importanza della sua opera e chi gli rimproverava i trascorsi fascisti.

## Cronologia
- 1865: Nasce in Austria (Carniola, Litorale austriaco), il giorno 29 aprile 1865 a Cobidil San Gregorio.
- 1892: Si laurea presso il Technische Hochschule di Vienna.[1]
- 1895: In seguito al terremoto di Lubiana progetta importanti opere per la ricostruzione della città.
- 1918: Divenuto cittadino italiano, lascia Vienna per trasferirsi a Gorizia, annessa all'Italia e collabora alla ricostruzione della città devastata dalla guerra.
- 1929: Si trasferisce nella città natale di San Daniele del Carso di cui diviene podestà.
- 1931 - 1943: Progetta opere monumentali per il regime fascista italiano.
- 1962: Muore a Gorizia all'età di 97 anni.

## Opere dal 1900 al 1917
Fabiani esordisce nel suo primo periodo di attività con uno stile di mediazione cercando di coniugare quasi sempre elementi del grande barocco italiano e le forme ripescate dell'antichità con gli elementi costruttivi più moderni rispettando rigorosamente le proporzioni classiche. Esempio di questa ricerca è il "palazzo Kleinmayr" a Lubiana dove l'architetto cerca di fondere le linee pesanti e austere dello stile classico austriaco alle sinuose forme barocche del Borromini.
Si può dire che per Fabiani restò categorico durante tutta la sua opera il rispetto per il genius loci (il carattere del luogo, della città). La città di Trieste infatti vede l'assenza di qualunque forma barocca a favore di una forte impronta liberty, come si può vedere nella "Casa Bartoli".

## Principali opere
- Villa Kellner Vienna, Austria 1896
- Casa di cura per gli impiegati dello stato Abbazia, ora in Croazia
- Casa Krisper Lubiana, Slovenia - 1900-01
- Casa Artaria - Vienna - 1900–02
- Casa Hribar Lubiana, Slovenia 1902–03
- Banca Commerciale Industriale Gorizia, Italia 1903
- Hotel Balkan - Narodni dom ora Scuola Superiore di Lingue Moderne a Trieste, Italia 1905
- Casa Bartoli - Trieste 1906
- Dekliški licej (Mladika) Lubiana, Slovenia 1906–10
- Palazzo de Stabile Trieste, Italia 1906
- Casa Kleinmaier Bamberg Lubiana, Slovenia 1906–07
- Wiener Urania Vienna, Austria 1909
- Villa Wechsler Vienna, Austria 1911
- Restauro della chiesetta di San Germano Brioni, Croazia, 1912
- Ponte sul fiume Mur a Weinzottl, Austria 1914
- Restauro del Duomo di Gorizia, Italia 1919
- Piano regolatore di Monfalcone, Italia 1919
- Santuario di Monte Santo Gorizia, Italia 1919
- Villa Bigot Gorizia, Italia 1921
- Casa Pellegrini Gorizia, Italia 1922
- Casa Felberbaum Gorizia, Italia 1925
- Rifacimento della chiesa parrocchiale di San Giorgio Lucinico, Italia 1927
- Giardino Ferrari San Daniele del Carso, Slovenia 1930–40
- Chiesa Metropolitana del Sacro Cuore Gorizia, Italia, 1934
- Torre con loggia in ricordo dei caduti Italiani della guerra 1915-1918 Gorizia, Italia 1937
- Casa del Fascio San Daniele del Carso, Slovenia 1938